# Anthony McCoy
Anthony McCoy (Fresno, 28 dicembre 1987) è un giocatore di football americano statunitense che gioca nel ruolo di tight end per i Seattle Seahawks. Fu scelto nel corso del sesto giro del Draft NFL 2010. Al college ha giocato a football a USC.

## Carriera professionistica

### Seattle Seahawks
McCoy era considerato uno dei migliori prospetti tra tight end nel draft 2010. Fu scelto nel corso del sesto giro (185º assoluto) da Seattle, in cui ritrovò il suo capo-allenatore a USC Pete Carroll. Nella sua prima stagione, McCoy giocò solo due partite, nessuna delle quali da titolare. Trovò più spazio nella stagione 2011 in cui giocò tutte e 16 le partite stagionali, di cui 9 come titolare, in cui ricevette 146 yard su 13 passaggi, ad una media di 11,2 yard per ricezione.
McCoy segnò il primo touchdown su ricezione in carriera nella vittoria sui Dallas Cowboys della seconda settimana della stagione 2012 su un passaggio da 22 yard di Russell Wilson. Il secondo touchdown stagionale lo segnò contro i Miami Dolphins nella settimana 12. Due settimane dopo Seattle ottenne una vittoria di proporzioni storiche battendo gli Arizona Cardinals per 58-0 stabilendo il nuovo primato di franchigia di punti segnati. Per la prima volta in quella partita McCoy superò le cento yard ricevute in una partita, totalizzandone 105. Due settimane dopo i Seahawks battendo i San Francisco 49ers ottennero la qualificazione ai playoff con McCoy che contribuì segnando il suo terzo touchdown stagionale. La sua stagione regolare si concluse con 291 yard ricevute e 3 touchdown.
Il 24 maggio 2013, McCoy si infortunò al tendine d'Achille in allenamento, perdendo tutta la stagione 2013. Il 10 marzo 2014 firmò un nuovo contratto annuale con la franchigia ma la sfortuna continuò ad accanirsi sul giocatore quando, il 29 luglio 2014, si ruppe nuovamente il tendine d'Achille.

### Washington Redskins
Il 7 settembre 2015, McCoy firmò coi Washington Redskins. Il 23 novembre dello stesso anno fu svincolato.

### Ritorno ai Seahawks
Dopo l'infortunio di Jimmy Graham, il 9 dicembre 2015 McCoy rifirmò coi Seahawks.

## Palmarès

### Franchigia
- Super Bowl : 1

Seattle Seahawks: Super Bowl XLVIII
- National Football Conference Championship: 2

Seattle Seahawks: 2013, 2014

## Statistiche
| Partite totali             | 34  |
| Partite totali da titolare | 14  |
| Yard su ricezione          | 437 |
| Touchdown su ricezione     | 3   |

Statistiche aggiornate alla stagione 2013